# Francesco Puccinelli
Francesco Puccinelli (Pescia, 24 settembre 1741 – Pisa, 26 gennaio 1809) è stato uno scienziato italiano.

## Biografia
Discendente da un'antica e nobile casata di origine lucchese, nacque da Anton Francesco, più volte gonfaloniere della città di Pescia e da Anna Maria Casciani.
Studiò presso il Collegio Romano logica, fisica e metafisica. Proseguì gli studi teologici diventando gesuita.
Dal 1770 al 1772 raggiunse a Milano il grande scienziato dalmata Ruggiero Boscovich che aveva avuto come insegnante a Roma e collaborò con lui alle osservazioni astronomiche effettuate presso l'osservatorio di Brera. Divenne in tal modo intimo amico e allievo prediletto del Boscovich che ospitò nel palazzo di famiglia a Pescia dal settembre del 1782 al marzo dell'anno successivo aiutandolo nella correzione del suo ultimo lavoro Opera pertinentia opticam et astronomiam. Dopo lo scioglimento dell'Ordine Gesuitico (1773), Francesco tornò in Toscana dove coltivò i suoi principali interessi: la matematica, l'ingegneria e l'idraulica. Ottenuta la carica onorifica di matematico Granducale, fu soprintendente ai lavori pubblici di bonifica in Maremma e di viabilità sull'Appenino toscano e progettò il nuovo ponte del Duomo sul fiume Pescia.
Coprì il grado di Canonico Primicerio della Cattedrale di Pescia, fu eletto monsignore dell'Ordine dei Cavalieri di Santo Stefano e, nei suoi ultimi anni, successe ad Angelo Fabroni come Provveditore Generale dell'ateneo di Pisa, città in cui morì e dove venne sepolto con lapide e busto nel cimitero monumentale.

## Opere principali
- Memoria sulla Bonificazione per l'essiccazione del Lago di Sesto, o sia di Bientina - Biblioteca Statale di Lucca
- Analisi della Memoria idrometrica sopra l'Arno (Firenze 1778)[4]